# Schinostethus laosensis
Schinostethus laosensis is een keversoort uit de familie keikevers (Psephenidae). De wetenschappelijke naam van de soort werd in 1998 gepubliceerd door Lee, Jäch & Yang.